# توسكولوم
توسكولوم (بالإنجليزية: Tusculum, Tennessee)‏ هي مدينة تقع بولاية تينيسي في وسط شرق الولايات المتحدة. تأسست عام 1959، تبلغ مساحة هذه المدينة 12.5 (كم²)، وترتفع عن سطح البحر 455 م، بلغ عدد سكانها 2663 نسمة في عام 2010 حسب إحصاء مكتب تعداد الولايات المتحدة وتصل الكثافة السكانية فيها auto نسمة/كم2.

## التركيبة السكانية
حدّد مكتب تعداد الولايات المتحدة بيانات التركيبة السكانية لتوسكولوم في تعداد الولايات المتحدة. في ما يلي، التركيبة السكانية حسب تعدادي 2000 و2010.

### تعداد عام 2000
بلغ عدد سكان توسكولوم 2,004 نسمة بحسب تعداد عام 2000، وبلغ عدد الأسر 590 أسرة وعدد العائلات 438 عائلة مقيمة في المدينة. في حين سجلت الكثافة السكانية 159.2 نسمة لكل كيلومتر مربع (412.3/ميل2). وبلغ عدد الوحدات السكنية 620 وحدة بمتوسط كثافة قدره 49.2 لكل كيلومتر مربع (127.4/ميل2).
وتوزع التركيب العرقي للمدينة بنسبة 95.41% من البيض و3.64% من الأمريكيين الأفارقة و0.05% من الأمريكيين الأصليين و0.50% من الأمريكيين ذوي الأصول الآسيوية و0.05% من الأعراق الأخرى و0.35% من عرقين مختلطين أو أكثر و0.30% من الهسبانيون أو اللاتينيون من أي عرق.
بلغ عدد الأسر 590 أسرة كانت نسبة 26.1% منها لديها أطفال تحت سن الثامنة عشر تعيش معهم، وبلغت نسبة الأزواج القاطنين مع بعضهم البعض 64.4% من أصل المجموع الكلي للأسر، ونسبة 7.3% من الأسر كان لديها معيلات من الإناث دون وجود شريك، بينما كانت نسبة 2.5% من الأسر لديها معيلون من الذكور دون وجود شريكة وكانت نسبة 25.8% من غير العائلات. تألفت نسبة 23.1% من أصل جميع الأسر من عدة أفراد يعيشون في نفس المنزل ونسبة 9.2% كانت تتألف من شخص يعيش بمفرده يبلغ من العمر 65 عاماً أو أكثر. وبلغ متوسط حجم الأسرة المعيشية 2.28، أما متوسط حجم العائلات فبلغ 2.66.
بلغ العمر الوسطي للسكان 41.0 عاماً. وكانت نسبة 12.4% من القاطنين تحت سن الثامنة عشر، وكانت نسبة 3.8% بين الثامنة عشر والرابعة والعشرين عاماً، ونسبة 16.4% كانت واقعةً في الفئة العمرية ما بين الخامسة والعشرين والرابعة والأربعين عاماً، ونسبة 21.4% كانت ما بين الخامسة والأربعين والرابعة والستين، ونسبة 13.3% كانت ضمن فئة الخامسة والستين عاماً فما فوق. يوجد لكل 100 أنثى 97.1 ذكر، ويوجد لكل 100 أنثى في الثامنة عشر من عمرها فما فوق 93.0 ذكر.
بلغ متوسط دخل الأسرة في المدينة 37,460 دولارًا، أما متوسط دخل العائلة فبلغ 50,074 دولارًا. وكان متوسط دخل الذكور 31,607 دولارًا مقابل 23,594 دولارًا للإناث. وسجل دخل الفرد الخاص بالمدينة 15,834 دولارًا. وكانت نسبة 5.8% من العائلات ونسبة 6.1% من السكان تحت خط الفقر، وكان من هؤلاء نسبة 3.4% تحت سن الثامنة عشر ونسبة 9% في الخامسة والستين من العمر وما فوق.

### تعداد عام 2010
بلغ عدد سكان توسكولوم 2,663 نسمة بحسب تعداد عام 2010، وبلغ عدد الأسر 770 أسرة وعدد العائلات 543 عائلة مقيمة في المدينة. في حين سجلت الكثافة السكانية 211.5 نسمة لكل كيلومتر مربع (547.8/ميل2). وبلغ عدد الوحدات السكنية 840 وحدة بمتوسط كثافة قدره 66.7 لكل كيلومتر مربع (172.8/ميل2).
وتوزع التركيب العرقي للمدينة بنسبة 89.56% من البيض و5.48% من الأمريكيين الأفارقة و0.26% من الأمريكيين الأصليين و1.09% من الأمريكيين ذوي الأصول الآسيوية و0.04% من سكان جزر المحيط الهادئ و2.22% من الأعراق الأخرى و1.35% من عرقين مختلطين أو أكثر و3.23% من الهسبانيون أو اللاتينيون من أي عرق.
بلغ عدد الأسر 770 أسرة كانت نسبة 24.4% منها لديها أطفال تحت سن الثامنة عشر تعيش معهم، وبلغت نسبة الأزواج القاطنين مع بعضهم البعض 60.8% من أصل المجموع الكلي للأسر، ونسبة 7.4% من الأسر كان لديها معيلات من الإناث دون وجود شريك، بينما كانت نسبة 2.3% من الأسر لديها معيلون من الذكور دون وجود شريكة وكانت نسبة 29.5% من غير العائلات. تألفت نسبة 25.1% من أصل جميع الأسر من عدة أفراد يعيشون في نفس المنزل ونسبة 13.4% كانت تتألف من شخص يعيش بمفرده يبلغ من العمر 65 عاماً أو أكثر. وبلغ متوسط حجم الأسرة المعيشية 2.42، أما متوسط حجم العائلات فبلغ 2.82.
بلغ العمر الوسطي للسكان 38.3 عاماً. وكانت نسبة 13.2% من القاطنين تحت سن الثامنة عشر، وكانت نسبة 26.9% بين الثامنة عشر والرابعة والعشرين عاماً، ونسبة 16.2% كانت واقعةً في الفئة العمرية ما بين الخامسة والعشرين والرابعة والأربعين عاماً، ونسبة 24.6% كانت ما بين الخامسة والأربعين والرابعة والستين، ونسبة 19.1% كانت ضمن فئة الخامسة والستين عاماً فما فوق. وتوزع التركيب الجنسي للسكان بنسبة 51.7% ذكور و48.3% إناث.

## وصلات خارجية
- The US50 - Cities and Towns in Tennessee State